# Southernia zosterae
Southernia zosterae är en rundmaskart som beskrevs av Allgen 1929. Southernia zosterae ingår i släktet Southernia och familjen Siphonolaimidae. Arten är reproducerande i Sverige. Inga underarter finns listade i Catalogue of Life.